# Merikheperrê
Merikheperrê est un roi de la XIIIe dynastie. 

## Attestations
Merikheperrê figure sur le Canon royal de Turin, à la position 7.22. Le papyrus de Turin est endommagé sur la section couvrant la fin de la XIIIe dynastie et la longueur du règne de Merkheperrê est perdue dans une lacune.
Merikheperrê est également attesté par deux objets datant de son règne : un poids de schiste gris portant son cartouche, aujourd'hui au Musée Petrie (UC 16372),, et un scarabée inscrit à son nom, aujourd'hui au British Museum. Bien que le scarabée soit accepté comme appartenant à Merikheperrê par Darrell D. Baker, Jürgen von Beckerath, Stephen Quirke et d'autres, Kim Ryholt rejette cette attribution. Ryholt souligne son manque d'attributs et d'insignes royaux ainsi que ses caractéristiques stylistiques qui s'écartent des autres sceaux royaux de la XIIIe dynastie. Ryholt propose plutôt que le scarabée représente simplement Khépri poussant le soleil.